# Двері між світами
«Двері між світами» (англ. Doorways) — фантастичний фільм 1993 року за сценарієм Джорджа Мартіна. Планувався як пілотний епізод телесеріалу для каналу ABC, проте продовження так і не отримав.
Кет, утікачка з паралельного світу, яким правлять іншопланетяни, потрапляє у наш світ. Її поява на шосе спричиняє зіткнення автомобілів, і сама дівчина зазнає травми Молодий лікар, що опікується потерпілою, закохується в неї. Коли він дізнається її історію, то наважується помандрувати з новою подругою у її світ аби допомогти в боротьбі з іншопланетними загарбниками.

## Сюжет
Вночі на шосе з'являється спантеличена дівчина. Внаслідок цього стається аварія і дівчина непритомніє. Її доставляють у лікарню, але незнайомка намагається втекти. Лікар Томас Мейсон заспокоює її, вона неохоче називає себе Кет. Ламаною мовою Кет пояснює, що треба тікати, проте Томас не розуміє в чому справа, та й не вірить. Наступного ранку лікар дізнається, що Кет забрали невідомі, а жодних документів про неї не існує. Урядовий спецагент Трайгер запрошує Томаса проїхати з ним для допомоги в з'ясуванні її особи. Трайгер показує зброю та спорядження Кет, що поєднують технології та органіку. З їх вигляду агент припускає, що ці речі створено не для людей.
Тим часом у місті з'являються люди, котрі розшукують Кет і згадують Володарів. Томасу доручають повернути речі Кет та дізнатися їхнє призначення. Дівчина називає свій браслет геосинхрозатором — пристроєм для подорожей між світами. Їй вдається втекти та вирушити до місця, де знаходяться «двері» в інший світ. Томас допомагає їй сховатися, але вимагає детальніших пояснень. Кет розповідає, що в її світі Землю захопили іншопланетяни, для котрих люди — слуги та щось на кшталт домашніх тварин. Томас телефонує подрузі Лорі, обіцяючи повернутися за добу. Згодом Трайгер наздоганяє втікачів, але приходить Тейн — слуга Володарів, якому Кет було обіцяно Володарями як дружину. Тейн розправляється з агентами, проте в бою з Томасом стається вибух, що дає шанс на втечу. Кет відкриває «двері» та переноситься з Томасом до іншого випадкового світу.
Кет повідомляє, що «дверей» назад в цьому ж місці немає, а їх слід знайти. Томас спершу не бачить відмінностей, а скоро зустрічає кінний караван, лідер якого, Джейк, погоджується підвезти додому. Дорогою Томас переконується, що це дійсно інший світ, адже там немає автомобілів чи електрики. Він впізнає деяких людей, що виявляються двійниками його знайомих. Зрештою це переконує його, що паралельний світ реальний. Томас із Кет зупиняються в барі, де чують розповідь про бактерії, що були виведені для боротьби з розливом нафти, але поглинули всю нафту в світі та пластмаси. Тейн зі своїми поплічниками в той час повертаються та розшукують Кет. Сигнал на її браслеті повідомляє про наближення ворогів.
При спробі втекти Кет і Томаса затримує місцевий шериф. Він відправляє обох на суд. На караван Джейка нападають байкери, що в цьому світі їздять на велосипедах. Його онука Сіссі, тікаючи, зустрічає Томаса з Кет. Тоді Кет стріляє зі зброї прибульців, що змушує байкерів покинути свій транспорт. Кет і Томас дістаються до табору, де шериф бере для Сіссі повітряну кулю аби доставити Джейка в лікарню. Томас вирушає далі з шерифом і пояснює шерифу своє бачення історії, де кожна подія має альтернативу, що здійснюється в іншому світі.
Прибувши на місце зустрічі з Кет, Томас бачить, що Тейн уже там. Його оснащення спонукає шерифа повірити в розповідь про паралельні світи. Втрьох вони спускаються до метро, де повинні знаходитися «двері». Там вже чекає Тейн і Володар. У ході бійки шерифу вдається підірвати вибухівку. Кет з Томасом стрибають у «двері» й опиняються на горі Рашмор, але зі скульптур на ній розуміють, що це не рідна реальність.

## У ролях
- Джордж Ньюберн — лікар Томас Мейсон
- Енн Ле Ґернек — Кет, утікачака з паралельного світу
- Роберт Кнеппер — Тейн, «людолов»
- Куртвуд Сміт — спецагент Трайгер
- Керрі-Енн Мосс — Лора, подруга Томаса
- Макс Гроденчик — доктор Рот, дослідник з ФБР
- Хойт Екстон — Джейк, лідер каравану в паралельному світі
- Тіша Путман — Сіссі, онука Джейка.

## Продовження
Хоча «Двері між світами» не стали телесеріалом, у 2010 році вийшов комікс за сценарієм Джорджа Мартіна, що продовжує його події. Як стверджував Мартін, у нього були напрацювання щонайменше на 6 епізодів серіалу. В коміксі Тейн зображений більш звіроподібним, Трайгер став темношкірим. Також, світ, де зникла нафта, в коміксі показано похмуріше, одяг Кет відвертіший.

## Зв'язок з «Виром світів»
Телесеріал «Вир світів» Трейсі Торма, що стартував у 1995 році, має багато подібностей з «Дверима між світами». Телевізійна критик Евелін Ліпер стверджувала, що «Вир світів» було створено під сильним впливом «Дверей» і Торм писав сценарій, перейнявши ідею в Мартіна. За непідтвердженими відомостями, Торма планувалося взяти додатковим сценаристом для «Дверей», однак сам Торм заперечував будь-який стосунок до створення цього серіалу. Разом з тим обидва серіали описують подорожі груп людей між паралельними світами з допомогою спеціального пристрою. В «Вирі світів» подорожі так само відбуваються у випадкові світи та навіть є світ, поневолений чужинцями, що використовують біотехнології (в «Вирі світів» це не іншопланетяни, а альтернативні люди). Навіть оригінальні назви обох серіалів подібні: «Doorways» буквально означає «дверний отвір», а «Sliders» — «розсувні двері» (хоча в контексті серіалу радше «ковзарі» — люди, що «ковзають» між світами).